# Johann Henrich Voigt

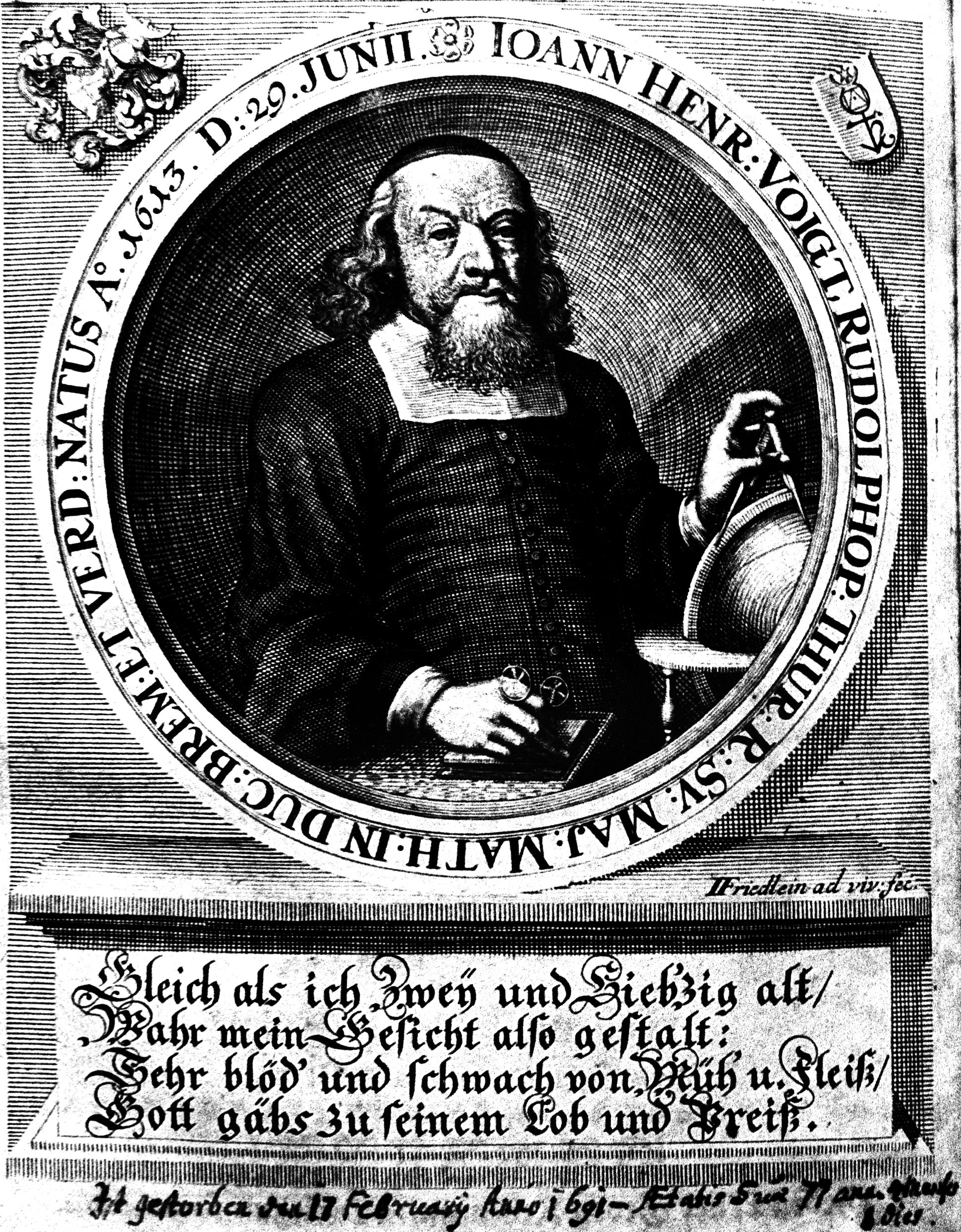
Johann Henrich Voigt, Bild als Beigabe zum „Haupt-Kalender auf das Jahr 1686“, im Besitz des Staatsarchivs Hamburg

Johann Henrich Voigt (* 29. Juni 1613; † 17. Februar 1691) war ein deutscher Mathematiker, Astronom und Kalenderschreiber in Stade.

## Leben
Voigt stammte aus Rudolstadt in Thüringen. Er studierte in Erfurt die „mathematischen Künste“. Während des Dreißigjährigen Krieges siedelte Voigt nach Norddeutschland und wurde 1641 Schullehrer in Rethwisch bei Itzehoe. Als die schwedische Armee die Deiche einriss, floh er über Itzehoe und Glückstadt nach Stade. Dort nahm er 1650 eine Stelle als Schulmeister an.

## Werk
Voigt beschäftigte sich seit seinen mathematischen Studien mit Mathematik und Astronomie. Ab 1665 stellte er Jahreskalender her, die in vielfältiger Weise als Almanache mit unterschiedlichen Ausrichtungen herausgegeben wurden. Sie hießen „Curiositätenkalender“, „Christ- und Planetenkalender“, „Historienkalender“, später auch „Staatskalender“. In diesen Kalendern beschrieb Voigt auch mehrere Kometenerscheinungen, die er selbst beobachtete. Häufig hielt sich Voigt auch in Hamburg auf, wenn der Krieg zu nahe an die Stadt Stade heranrückte. Er war seit 1667 bestellter schwedischer Kalendermacher für fast ganz Niedersachsen. Bei seinem Tod hatte er bereits die Kalender bis 1721 berechnet. 1692 erhielt der Verleger und Ratsdrucker Neumann in Hamburg das Privileg in Hamburg die Kalender des Voigt zu drucken, 1723 erhielt der Ratsdrucker Conrad König das Privileg.
Besonders die Kometen von 1664, 1665 und 1677 beschrieb Voigt in mehreren Schriften. Auch über den Halleyschen Kometen von 1682 erschien eine Schrift Kurzer Auszug der Beschreibung des Nordischen Cometen, so Anno 1682 im Augustmonat, erschienen als Beilage zum Historien-Calender 1680.
Voigt deutete die Natur eines Kometen noch sehr stark als einen göttlichen Warnhinweis und berechnete mehrere astrologische Deutungen, zum Beispiel eine „Zwanzig-Jährige Prognostica“ (Beilage zum Historien Calender 1680).